# Keith Nichols
Keith Nichols (* 13. Februar 1945 in Ilford, Essex; † 21. Januar 2021 in London) war ein britischer Jazzmusiker, Arrangeur und Bandleader.

## Leben und Wirken
Nichols galt als eine der britischen Autoritäten für den frühen Classic Jazz und Ragtime, der sich insbesondere auf die Interpretation von Komponisten und Musikern wie Scott Joplin, James P. Johnson, Fats Waller und Duke Ellington spezialisiert hatte. Er spielte Klavier, Posaune, Tuba, Vibraphon, Saxophon und Klarinette und war als Sänger und Arrangeur tätig.
Bereits im Alter von fünf Jahren erhielt Nichols seinen ersten Musikunterricht auf dem Klavier und dem Akkordeon. Im Jahr 1960 erhielt er für sein Akkordeonspiel die Auszeichnung eines Great Britain Junior Champion. Er studierte an der Guildhall School of Music und begann seine Tätigkeit als Profimusiker. Für sieben Jahre war er als Pianist, Posaunist und Tubist mit der Jazz-Comedy-Band Levity Lancers auf Tournee. Ab den frühen 1970er Jahren gab er als Solist und mit kleineren Ensembles regelmäßige Ragtime-Konzerte in Londons South Bank. Im Jahr 1976 besuchte er als Mitglied von Dick Sudhalters New Paul Whiteman Orchestra erstmals die USA und trat in Philadelphia sowie in der New Yorker Carnegie Hall auf. In dieser Zeit entstanden drei Soloalben für die Plattenfirma EMI sowie einige für die Firma Decca, darunter eines gemeinsam mit Bing Crosby. Ab Mitte der 1980er Jahre ist er auf über zwanzig Alben des Jazz-Speziallabels „Stomp-Off“ vertreten, auf denen er sowohl als Bandleader wie auch als Instrumentalist in Erscheinung trat. Im Jahr 1977 gründete er das Midnite Follies Orchestra mit dem Arrangeur Alan Cohen, mit welchem er die Musik von Duke Ellington und Cab Calloway aus dem Harlem der 1920er und 1930er Jahre spielte. Er hat zahlreiche Arrangements und Transkriptionen im Stil der 1920er und 1930er Jahre vor allem für die „New York Jazz Repertory Company“, die Serie „Smithsonian Institute Masterworks“ sowie das Pasadena Roof Orchestra erstellt.
Spätere Projekte umfassten Aufarbeitungen der Werke von Fats Waller, Bix Beiderbecke sowie unter dem Namen „Jazz Classics Revisited“ eine anspruchsvolle chronologische Show der Jazzgeschichte. 1990 wurde er von Musikdirektor Bob Wilber eingeladen, den Klavierpart des Hoagy Carmichael auf dem Soundtrack des Filmes zu spielen, den Bix in Rom aufnahm.
Er hatte einen großen Anteil an der Aufarbeitung der Musik von Fletcher Henderson für CD-Einspielungen und führte in den Carnegie-Hall-Konzerten mit der Royal Academy Big Band Werke von Benny Goodman auf.
Keith Nichols war neben seiner Konzerttätigkeit und seinen Plattenproduktionen Inhaber eines Lehrstuhls für Jazzgeschichte an der Royal Academy of Music in London. Er war auch freiberuflich tätig und trat in Großbritannien, Europa und Amerika auf, er konzertierte in Frankreich, USA, Deutschland, der Schweiz, Irland und Ägypten.
Im März 2003 machte er auf sich aufmerksam, als er am Trinity College of Music eine Rekonstruktion von Paul Whitemans Konzert „Experiment in Modern Music“ leitete, welches eine Aufführung der Rhapsody in Blue in der Originalinstrumentierung beinhaltete. Im selben Jahr gründete er ein neues Orchester, die zehnköpfigen „Blue Devils“, die Jazz und Tanzmusik der 1920er, 1930er und 1940er Jahre aufführen. 2004 wurde Keith Nichols der BBC Jazz Award verliehen.
Nichols wurde am 15. Januar 2021 mit Prostataproblemen in ein Londoner Krankenhaus eingeliefert und starb dort am 21. Januar 2021 an einer COVID-19-Erkrankung.